# Kodeks 0269
Kodeks 0269 (Gregory-Aland no. 0269) – grecki kodeks uncjalny Nowego Testamentu na pergaminie, datowany metodą paleograficzną na IX wiek. Przechowywany jest w Londynie. Tekst rękopisu jest wykorzystywany we współczesnych wydaniach greckiego Nowego Testamentu.

## Opis
Do XXI wieku zachowała się 1 pergaminowa karta rękopisu, z greckim tekstem Ewangelii Marka (6,14-20). Karta kodeksu ma rozmiar 33 na 25 cm. Tekst jest pisany dwoma kolumnami na stronę, 25 linijkami w kolumnie. Jest palimpsestem, tekst górny jest menaionem (zbiór tekstów liturgicznych). Karta 0269 należy do tego samego rękopisu co Kodeks 0133. 

## Tekst
J. Harold Greenlee uznał, że fragment reprezentuje bizantyjską tradycję tekstualną, jednak Kurt Aland uznał, że reprezentuje mieszaną tradycję tekstualną, ze znaczącym udziałem elementu bizantyjskiego. Kurt Aland zaklasyfikował tekst rękopisu do kategorii III. 
Fragment 0269 różni się od tekstu aleksandryjskiego w sześciu miejscach, a od tekstu zachodniego w ośmiu miejscach. 

## Historia
INTF datuje rękopis na IX wiek . Fragment opisany został przez J. Harolda Greenlee w 1976 roku, który także opublikował jego tekst.
Na listę greckich rękopisów Nowego Testamentu wciągnął go Kurt Aland, oznaczając go przy pomocy siglum 0269. Został uwzględniony w II wydaniu Kurzgefasste. Rękopis jest wykorzystywany we współczesnych wydaniach greckiego Nowego Testamentu (NA26, NA27, NA28 i UBS4).
Rękopis jest przechowywany w Bibliotece Brytyjskiej (Additional Manuscripts 31919, f. 23) w Londynie .